# Bjørn Dæhlie
Bjørn Erlend Dæhlie (Elverum, 19 giugno 1967) è un ex fondista norvegese.
Con otto titoli olimpici, nove iridati e sei coppe di cristallo vinti in carriera, è l'atleta più vittorioso nella storia dello sci di fondo.

## Biografia

### Carriera sciistica
Dæhlie, dominatore dello sci di fondo negli anni novanta, attribuisce gran parte del merito per i suoi successi sportivi alla sua educazione: escursionismo, kayak, calcio, e naturalmente sci, hanno fatto parte della sua vita fin dalla tenera età. Per gran parte della sua infanzia Dæhlie ha desiderato essere un calciatore, ma su suggerimento di un allenatore provò lo sci nordico. Anche se non ebbe un successo immediato da juniores, migliorò di anno in anno, e dopo anni di allenamento si qualificò per le competizioni della Coppa del Mondo.
In Coppa del Mondo ottenne il primo risultato di rilievo il 7 gennaio 1989 nella 15 km a tecnica classica di Kavgolovo (11°) e la prima vittoria, nonché primo podio, il 9 dicembre successivo nella 15 km a tecnica classica di Salt Lake City. Dalla stagione 1989-1990 alla stagione 1998-1999, l'ultima della sua attività agonistica, Dæhlie ha sempre chiuso tra i primi tre nella classifica di Coppa, con sei vittorie, due secondi e due terzi posti. Nelle classifiche delle Coppe di specialità, introdotte a partire dalla stagione 1996-1997, ha collezionato due vittorie e un secondo posto nella sprint e tre secondi posti nella lunga distanza.
In carriera ha preso parte a tre edizioni dei Giochi olimpici invernali, Albertville 1992, Lillehammer 1994 e Nagano 1998, vincendo dodici medaglie: si tratta del primato assoluto in campo maschile nella storia dello sci nordico ai Giochi olimpici fino al 2014 quando venne superato da Ole Einar Bjørndalen. Ha partecipato anche a sei Campionati mondiali, vincendo diciassette medaglie.
Nel 1999 un incidente avuto mentre praticava lo skiroll pose fine alla sua carriera.

### Altre attività
Oltre a essere uno sportivo di spicco, Dæhlie è un'icona culturale in Norvegia. Abile uomo d'affari, Dæhlie ha fatto da testimonial per numerose campagne pubblicitarie, ha dato vita ad una sua marca di abbigliamento sportivo e ha condotto un programma televisivo intitolato Gutta på tur.

## Palmarès

### Olimpiadi
- 12 medaglie:
  - 8 ori (50 km[7], inseguimento[7], staffetta[7] ad Albertville 1992; 10 km[7], inseguimento[7] a Lillehammer 1994; 10 km, 50 km, staffetta a Nagano 1998)
  - 4 argenti (30 km[7] ad Albertville 1992; 30 km[7], staffetta[7] a Lillehammer 1994; inseguimento a Nagano 1998)

### Mondiali
- 17 medaglie:
  - 9 ori (15 km[7], staffetta[7] a Val di Fiemme 1991; 30 km[7], inseguimento[7], staffetta[7] a Falun 1993; staffetta[7] a Thunder Bay 1995; 10 km[7], inseguimento[7], staffetta[7] a Trondheim 1997)
  - 5 argenti (10 km[7], 30 km[7], 50 km[7] a Thunder Bay 1995; 30 km[7] a Trondheim 1997; staffetta[7] a Ramsau am Dachstein 1999)
  - 3 bronzi (50 km[7] a Falun 1993; 50 km[7] a Trondheim 1997; 30 km[7] a Ramsau am Dachstein 1999)

### Coppa del Mondo
- Vincitore della Coppe del Mondo nel 1992, nel 1993, nel 1995, nel 1996, nel 1997 e nel 1999
- Vincitore della Coppa del Mondo di sprint nel 1997 e nel 1999
- 83 podi (63 individuali, 20 a squadre[8]), oltre a quelli conquistati in sede olimpica o iridata e validi ai fini della Coppa del Mondo:
  - 48 vittorie (37 individuali, 11 a squadre)
  - 23 secondi posti (17 individuali, 6 a squadre)
  - 12 terzi posti (9 individuali, 3 a squadre)

#### Coppa del Mondo - vittorie
| Data             | Luogo                      | Paese          | Disciplina                                                            |
| ---------------- | -------------------------- | -------------- | --------------------------------------------------------------------- |
| 9 dicembre 1989  | Salt Lake City             | Stati Uniti    | 15 km TC                                                              |
| 17 febbraio 1990 | Campra                     | Svizzera       | 15 km TL                                                              |
| 3 marzo 1990     | Lahti                      | Finlandia      | 30 km PU                                                              |
| 9 gennaio 1991   | Štrbské Pleso              | Cecoslovacchia | 30 km TL                                                              |
| 1º marzo 1991    | Lahti                      | Finlandia      | 4x10 km TL (con Øyvind Skaanes, Terje Langli e Kristen Skjeldal)      |
| 14 dicembre 1991 | Thunder Bay                | Canada         | 30 km TL                                                              |
| 4 gennaio 1992   | Kavgolovo                  | Russia         | 30 km TC                                                              |
| 11 gennaio 1992  | Cogne                      | Italia         | 15 km TL                                                              |
| 29 febbraio 1992 | Lahti                      | Finlandia      | 15 km TC                                                              |
| 8 marzo 1992     | Funäsdalen                 | Svezia         | 4x10 km TL (con Sture Sivertsen, Terje Langli e Vegard Ulvang)        |
| 13 dicembre 1992 | Ramsau am Dachstein        | Austria        | 15 km TC                                                              |
| 3 gennaio 1993   | Kavgolovo                  | Russia         | 30 km TC                                                              |
| 19 marzo 1993    | Štrbské Pleso              | Slovacchia     | 15 km TC                                                              |
| 18 dicembre 1993 | Davos                      | Svizzera       | 15 km TL                                                              |
| 13 marzo 1994    | Falun                      | Svezia         | 4x10 km TL (con Sture Sivertsen, Erling Jevne e Vegard Ulvang)        |
| 27 novembre 1994 | Kiruna                     | Svezia         | 10 km TC                                                              |
| 17 dicembre 1994 | Sappada                    | Italia         | 15 km TL                                                              |
| 18 dicembre 1994 | Sappada                    | Italia         | 4x10 km TL (con Egil Kristiansen, Kristen Skjeldal e Thomas Alsgaard) |
| 8 gennaio 1995   | Östersund                  | Svezia         | 30 km TL                                                              |
| 4 febbraio 1995  | Falun                      | Svezia         | 30 km TC                                                              |
| 5 febbraio 1995  | Falun                      | Svezia         | 4x10 km TL (con Sture Sivertsen, Terje Langli e Thomas Alsgaard)      |
| 24 marzo 1995    | Sapporo                    | Giappone       | 4x10 km (con Vegard Ulvang, Kristen Skjeldal e Thomas Alsgaard)       |
| 25 marzo 1995    | Sapporo                    | Giappone       | 15 km TL                                                              |
| 29 novembre 1995 | Gällivare                  | Svezia         | 10 km TC                                                              |
| 9 dicembre 1995  | Davos                      | Svizzera       | 30 km TC                                                              |
| 13 dicembre 1995 | Brusson                    | Italia         | 15 km TL                                                              |
| 16 dicembre 1995 | Santa Caterina di Valfurva | Italia         | 10 km TC                                                              |
| 17 dicembre 1995 | Santa Caterina di Valfurva | Italia         | 15 km TL PU                                                           |
| 2 febbraio 1996  | Seefeld in Tirol           | Austria        | 10 km TL                                                              |
| 25 febbraio 1996 | Trondheim                  | Norvegia       | 4x10 km TL (con Vegard Ulvang, Erling Jevne e Thomas Alsgaard)        |
| 23 novembre 1996 | Kiruna                     | Svezia         | 10 km TL                                                              |
| 14 dicembre 1996 | Brusson                    | Italia         | 15 km TL                                                              |
| 15 dicembre 1996 | Brusson                    | Italia         | 4x10 km (con Egil Kristiansen, Anders Eide e Kristen Skjeldal)        |
| 18 dicembre 1996 | Oberstdorf                 | Germania       | 30 km TC                                                              |
| 8 marzo 1997     | Falun                      | Svezia         | 15 km TC                                                              |
| 9 marzo 1997     | Falun                      | Svezia         | 4x10 km TL (con Sture Sivertsen, Erling Jevne e Kristen Skjeldal)     |
| 11 marzo 1997    | Sunne                      | Svezia         | Sprint TL                                                             |
| 22 novembre 1997 | Beitostølen                | Norvegia       | 10 km TC                                                              |
| 23 novembre 1997 | Beitostølen                | Norvegia       | 4x10 km TL (con Thomas Alsgaard, Anders Eide e Erling Jevne)          |
| 13 dicembre 1997 | Val di Fiemme              | Italia         | 10 km TC                                                              |
| 14 dicembre 1997 | Val di Fiemme              | Italia         | 15 km TL                                                              |
| 20 dicembre 1997 | Davos                      | Svizzera       | 30 km TC                                                              |
| 12 dicembre 1998 | Dobbiaco                   | Italia         | 10 km TL                                                              |
| 13 dicembre 1998 | Dobbiaco                   | Italia         | 15 km TC                                                              |
| 19 dicembre 1998 | Davos                      | Svizzera       | 30 km TC                                                              |
| 20 dicembre 1998 | Davos                      | Svizzera       | 4x10 km (con Espen Bjervig, Erling Jevne e Tor-Arne Hetland)          |
| 9 gennaio 1999   | Nové Město na Moravě       | Rep. Ceca      | 15 km TC                                                              |
| 7 marzo 1999     | Lahti                      | Finlandia      | 15 km TC                                                              |

Legenda:

PU =inseguimento

TC = tecnica classica

TL = tecnica libera

## Statistiche
È uno dei dieci atleti che hanno vinto almeno tre medaglie d'oro negli sport invernali in altrettante edizioni consecutive dei Giochi olimpici, con lo svedese Gillis Grafström (Anversa 1920, Chamonix-Mont-Blanc 1924 e Sankt Moritz 1928), la norvegese Sonja Henie (Sankt Moritz 1928, Lake Placid 1932 e Garmisch-Partenkirchen 1936) nel pattinaggio di figura, il tedesco orientale Ulrich Wehling (Sapporo 1972, Innsbruck 1976 e Lake Placid 1980) nella combinata nordica, la statunitense Bonnie Blair (Calgary 1988, Albertville 1992 e Lillehammer 1994) nel pattinaggio di velocità, il tedesco Georg Hackl (Albertville 1992, Lillehammer 1994 e Nagano 1998) nello slittino, l'italiana Deborah Compagnoni (Albertville 1992, Lillehammer 1994 e Nagano 1998) nello sci alpino, l'olandese Sven Kramer (Vancouver 2010, Soči 2014 e Pyeongchang 2018) nel pattinaggio di velocità, lo svizzero Dario Cologna (Vancouver 2010, Soči 2014 e Pyeongchang 2018) nello sci di fondo e Marit Bjørgen (Vancouver 2010, Soči 2014 e Pyeongchang 2018) nello sci di fondo. Ole Einar Bjørndalen ha vinto medaglie d'oro in quattro diverse rassegne olimpiche, ma non consecutive.

## Riconoscimenti
Nel 1997 venne premiato con la Medaglia Holmenkollen, il prestigioso riconoscimento attribuito dalla Federazione sciistica della Norvegia ai campioni dello sci nordico.